# Zona Sul Supermercados
Zona Sul Supermercados é uma rede de supermercados que atua na cidade do Rio de Janeiro, sendo o ranking IBEVAR foi a 58ª maior empresa varejista do país em 2019. Ingressou no ramo de "atacarejo" com a criação do Mega Box.

## História
A rede foi fundada pelos irmãos Francesco Leta e Mario Leta, imigrantes italianos, em 1959. Atualmente possui 44 lojas distribuídas no Centro, na Zona Sul da cidade, Barra da Tijuca, além de Angra dos Reis no Litoral Sul do estado, voltadas ao público das classes A e B da cidade.  Além disso, conta com canal de televendas Zona Sul Atende, criado em 1994 e em 1997 tornou-se o primeiro mercado carioca com e-commerce.

### Lojas
- Rio de Janeiro

Ipanema (6 lojas), Copacabana (7 lojas), Leme (2 lojas), Urca, Botafogo (4 lojas), Flamengo (2 lojas), Laranjeiras (3 lojas), Centro, Jardim Botânico (2 lojas), Leblon (4 lojas), Gávea (2 lojas), São Conrado, Humaitá, Barra da Tijuca (6 lojas) e Recreio dos Bandeirantes.
- Angra dos Reis

## Mega Box
Também faz parte do grupo a Mega Box, uma rede atacado-varejista fundada na década de 2010.